# 浮沉特火点
浮沉特火点（日语：／ Huchin Tokkaten）是二战末期日本陆军研制的一系列小型水下堡垒。

## 概说
太平洋战争进入末期，日本面对本土遭到美国进攻的可能性。尽管日本陆军已经逐渐放弃滩头决战的反登陆思路，但仍希望能在本土决战中对美军的登陆部队在登陆的半途予以一定杀伤。浮沉特火点的想法孕育而生。“特火点”三字在日语里是碉堡的意思。顾名思义，浮沉特火点既是具有潜水能力的碉堡。浮沉特火点实际上是一种微型潜艇。潜艇的顶部具有武器，弹药、人员和维生系统则在耐压壳体内。作战时，浮沉特火点会被部署到预计美军会登陆的区域提前部署并沉入水底。待美军登陆艇靠近后则上浮到水面对其进行攻击。1945年1月浮沉特火点开始设计。共设计了三个型号。

## 改型

### I型
I型为最基本型。为一竖直的2.5m高圆柱状耐压结构。圆柱的顶端设有一门带防盾的37mm火炮（原计划采用20mm机关炮，但因效果很差而取消）。排水量5-7吨。本体没有任何动力装置，需由拖船拖带往部署地点，下潜后由锚链固定。本艇定员2人，维生设备可支持2人在水下生存48小时。因此在预计敌军即将进攻时，人员才会被部署到艇内。1945年5月本艇在川崎车辆厂完成试制，并在神户港进行“首航”。

### II型
II型为具有动力的型号。本体类似较短粗的微型潜艇。排水量20吨。可以水面航速2.7节，水下航速1.7节的速度行动。定员3-4人。主武器为一门四式76mm舟艇炮。1945年7月首航。

### III型
III型实际上为一小型潜艇。排水量40吨。武器与II型相同。主要任务为布雷和为I型、II型进行补给。

## 结果
尽管开发和制造一切顺利，由于日本的迅速投降，所有浮沉特火点都从前线撤回。在战争中没有任何交战记录。
美军的登陆艇具有大口径机枪，且在1945-1946年间太平洋上的美军两栖部队也会装备很多两栖战车。他们的火力相比浮沉特火点都相当强大。此外，由于I型没有机动能力，需要预设到固定阵地上。而美军可能在登陆前进行扫雷作业将I型提前消灭掉。因此普遍预计即使浮沉特火点投入实战，也不会取得理想的效果。至少会比特攻兵器要差。而浮沉特火点虽然不是按照特攻兵器设计的，其成员的结果恐怕也不会和特攻队员相差多少。
在中文网络中，有时会将浮沉特火点I型戏称为“防空巡洋盆”或“防空澡盆”（盖因其浮出水面后的部分形似巨大的日式澡盆），以嘲讽日本终战前各种奇怪“决胜武器”的无效。